# Izurtza
Izurtza è un comune spagnolo di 266 abitanti situato nella comunità autonoma dei Paesi Baschi.